# هجرت به حبشه

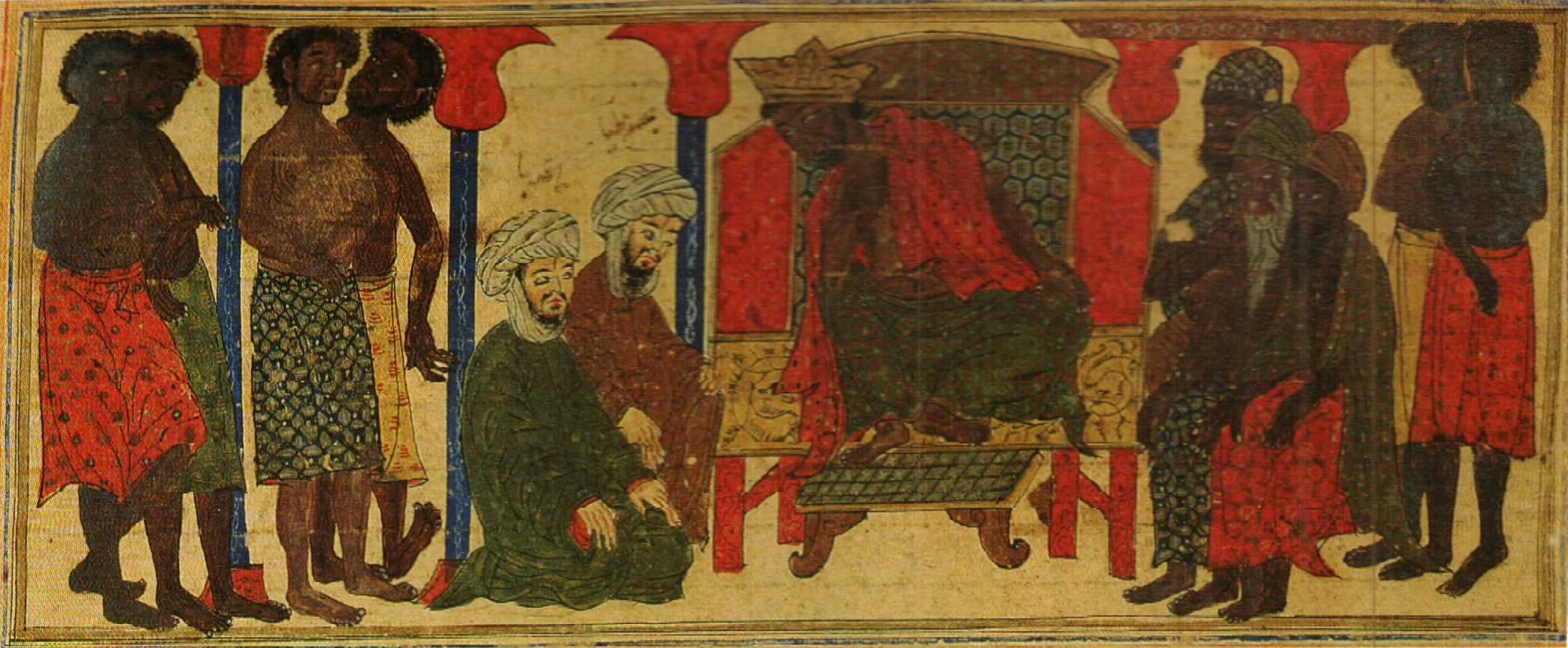
نقاشی از دو عرب مسلمان پیش پادشاه حبشه

هجرت به حبشه (عربی: الهجرة إلى الحبشة) که به‌عنوان هجرت نخست نیز شناخته می‌شود، مرحله‌ای در گسترش اسلام است. در این هجرت، گروهی مجموعاً ۸۳ نفره، متشکل از زن و مرد، از نخستین پیروان محمد، که صحابه خوانده می‌شوند، از اذیت‌وآزار حکام قریش در مکه، به حبشه پناه بردند.